# Grande Prémio de Portugal de 1991
Resultados do Grande Prêmio de Portugal de Fórmula 1 realizado em Estoril em 22 de setembro de 1991. Décima terceira etapa do campeonato, foi vencido pelo italiano Riccardo Patrese, da Williams-Renault, com Ayrton Senna em segundo pela McLaren-Honda e Jean Alesi em terceiro pela Ferrari.

## Resumo
Nigel Mansell tinha tudo para vencer a corrida e se aproximar ainda mais de Ayrton Senna no Campeonato Mundial. Riccardo Patrese que largou na pole manteve a ponta com o seu companheiro de equipe (Mansell) logo atrás. A equipe Williams traçou muito bem o plano, tanto que na 18ª volta, o piloto inglês ultrapassava o italiano na reta dos boxes. Patrese era o escudeiro e servia para tirar pontos de Senna no Campeonato. Na troca de pneus, Mansell teve um pequeno problema. Assim que os mecânicos terminaram a troca, a equipe liberou para o piloto inglês voltar ao circuito, mas de repente o pneu traseiro direito saiu do eixo e o carro do piloto ficou parado na pista de rolamento ainda dentro dos boxes. Os mecânicos da equipe foram até lá para fazer o reparo. Sanado o problema, Mansell voltou ao circuito na 17ª posição e precisando fazer uma enorme corrida de recuperação em função do ocorrido e tentar marcar alguns pontos para que a diferença sobre o brasileiro da McLaren não aumente muito; vinte voltas depois, o piloto inglês da Williams é desclassificado pela direção da prova, porque a equipe não podia trocar fazer o reparo lá; como consolo, Patrese venceu a corrida e Senna terminou em 2º lugar e aumentando para 24 pontos a diferença para Mansell no Mundial.
Mansell foi desclassificado por um erro em seu pit-stop: um pneu saiu de sua Williams e os mecânicos recolocaram a peça no meio do pit-lane. Porém, a volta mais rápida, feita pelo inglês, não foi cassada.
Última corrida de Olivier Grouillard na Fondmetal. Ele assinou com a Tyrrell para 1992.
Última corrida do português Pedro Chaves. Ele não conseguiu a classificação para a corrida, e foi substituído pelo japonês Naoki Hattori e última corrida do brasileiro Roberto Moreno na Jordan. No GP da Espanha, o italiano Alessandro Zanardi (vindo da Fórmula 3000 Internacional) pilotará o Jordan #32.

## Resultado da corrida

### Pré-classificação
| Pré-classificação | Pré-classificação | Pré-classificação  | Pré-classificação | Pré-classificação |
| Pos.              | Nº                | Piloto             | Chassi/Motor      | Tempo             |
| ----------------- | ----------------- | ------------------ | ----------------- | ----------------- |
| 1                 | 7                 | Martin Brundle     | Brabham-Yamaha    | 1:17.739          |
| 2                 | 8                 | Mark Blundell      | Brabham-Yamaha    | 1:17.788          |
| 3                 | 17                | Gabriele Tarquini  | AGS-Ford          | 1:18.020          |
| 4                 | 9                 | Michele Alboreto   | Footwork-Ford     | 1:18.371          |
| 5                 | 18                | Fabrizio Barbazza  | AGS-Ford          | 1:19.292          |
| 6                 | 14                | Olivier Grouillard | Fondmetal-Ford    | 1:19.500          |
| 7                 | 10                | Alex Caffi         | Footwork-Ford     | 1:19.521          |
| 8                 | 31                | Pedro Chaves       | Coloni-Ford       | 1:23.858          |

| Não classificados | Não classificados | Não classificados  | Não classificados | Não classificados |
| Pos.              | Nº                | Piloto             | Chassi/Motor      | Tempo             |
| ----------------- | ----------------- | ------------------ | ----------------- | ----------------- |
| 5                 | 18                | Fabrizio Barbazza  | AGS-Ford          | 1:19.292          |
| 6                 | 14                | Olivier Grouillard | Fondmetal-Ford    | 1:19.500          |
| 7                 | 10                | Alex Caffi         | Footwork-Ford     | 1:19.521          |
| 8                 | 31                | Pedro Chaves       | Coloni-Ford       | 1:23.858          |

### Treinos classificatórios
| 1º treino classificatório | 1º treino classificatório | 1º treino classificatório | 1º treino classificatório | 1º treino classificatório |
| Pos.                      | Nº                        | Piloto                    | Chassi/Motor              | Tempo                     |
| ------------------------- | ------------------------- | ------------------------- | ------------------------- | ------------------------- |
| 1                         | 2                         | Gerhard Berger            | McLaren-Honda             | 1:13.221                  |
| 2                         | 1                         | Ayrton Senna              | McLaren-Honda             | 1:13.752                  |
| 3                         | 5                         | Nigel Mansell             | Williams-Renault          | 1:13.944                  |
| 4                         | 6                         | Riccardo Patrese          | Williams-Renault          | 1:14.041                  |
| 5                         | 27                        | Alain Prost               | Ferrari                   | 1:15.018                  |
| 6                         | 23                        | Pierluigi Martini         | Minardi-Ferrari           | 1:15.394                  |
| 7                         | 16                        | Ivan Capelli              | Leyton House-Ilmor        | 1:15.481                  |
| 8                         | 28                        | Jean Alesi                | Ferrari                   | 1:15.572                  |
| 9                         | 33                        | Andrea de Cesaris         | Jordan-Ford               | 1:15.972                  |
| 10                        | 4                         | Stefano Modena            | Tyrrell-Honda             | 1:16.018                  |
| 11                        | 20                        | Nelson Piquet             | Benetton-Ford             | 1:16.241                  |
| 12                        | 19                        | Michael Schumacher        | Benetton-Ford             | 1:16.477                  |
| 13                        | 24                        | Gianni Morbidelli         | Minardi-Ferrari           | 1:16.540                  |
| 14                        | 8                         | Mark Blundell             | Brabham-Yamaha            | 1:16.567                  |
| 15                        | 22                        | J.J. Lehto                | Dallara-Judd              | 1:16.724                  |
| 16                        | 21                        | Emanuele Pirro            | Dallara-Judd              | 1:16.725                  |
| 17                        | 3                         | Satoru Nakajima           | Tyrrell-Honda             | 1:16.926                  |
| 18                        | 32                        | Roberto Moreno            | Jordan-Ford               | 1:16.956                  |
| 19                        | 15                        | Maurício Gugelmin         | Leyton House-Ilmor        | 1:17.214                  |
| 20                        | 7                         | Martin Brundle            | Brabham-Yamaha            | 1:17.298                  |
| 21                        | 30                        | Aguri Suzuki              | Lola-Ford                 | 1:17.434                  |
| 22                        | 12                        | Johnny Herbert            | Lotus-Judd                | 1:17.713                  |
| 23                        | 25                        | Thierry Boutsen           | Ligier-Lamborghini        | 1:18.005                  |
| 24                        | 29                        | Eric Bernard              | Lola-Ford                 | 1:18.186                  |
| 25                        | 26                        | Erik Comas                | Ligier-Lamborghini        | 1:18.192                  |
| 26                        | 17                        | Gabriele Tarquini         | AGS-Ford                  | 1:18.295                  |
| 27                        | 9                         | Michele Alboreto          | Footwork-Ford             | 1:18.389                  |
| 28                        | 11                        | Mika Häkkinen             | Lotus-Judd                | 1:18.947                  |
| 29                        | 35                        | Eric van de Poele         | Lambo-Lamborghini         | 1:20.411                  |
| 30                        | 34                        | Nicola Larini             | Lambo-Lamborghini         | 1:21.612                  |
| Fonte:                    |                           |                           |                           |                           |

| 2º treino classificatório | 2º treino classificatório | 2º treino classificatório | 2º treino classificatório | 2º treino classificatório |
| Pos.                      | Nº                        | Piloto                    | Chassi/Motor              | Tempo                     |
| ------------------------- | ------------------------- | ------------------------- | ------------------------- | ------------------------- |
| 1                         | 6                         | Riccardo Patrese          | Williams-Renault          | 1:13.001                  |
| 2                         | 2                         | Gerhard Berger            | McLaren-Honda             | 1:13.430                  |
| 3                         | 1                         | Ayrton Senna              | McLaren-Honda             | 1:13.444                  |
| 4                         | 5                         | Nigel Mansell             | Williams-Renault          | 1:13.667                  |
| 5                         | 27                        | Alain Prost               | Ferrari                   | 1:14.352                  |
| 6                         | 28                        | Jean Alesi                | Ferrari                   | 1:14.852                  |
| 7                         | 15                        | Maurício Gugelmin         | Leyton House-Ilmor        | 1:15.266                  |
| 8                         | 19                        | Michael Schumacher        | Benetton-Ford             | 1:15.578                  |
| 9                         | 20                        | Nelson Piquet             | Benetton-Ford             | 1:15.666                  |
| 10                        | 4                         | Stefano Modena            | Tyrrell-Honda             | 1:15.707                  |
| 11                        | 24                        | Gianni Morbidelli         | Minardi-Ferrari           | 1:15.749                  |
| 12                        | 16                        | Ivan Capelli              | Leyton House-Ilmor        | 1:15.827                  |
| 13                        | 33                        | Andrea de Cesaris         | Jordan-Ford               | 1:15.936                  |
| 14                        | 8                         | Mark Blundell             | Brabham-Yamaha            | 1:16.038                  |
| 15                        | 32                        | Roberto Moreno            | Jordan-Ford               | 1:16.080                  |
| 16                        | 21                        | Emanuele Pirro            | Dallara-Judd              | 1:16.135                  |
| 17                        | 22                        | J.J. Lehto                | Dallara-Judd              | 1:16.532                  |
| 18                        | 7                         | Martin Brundle            | Brabham-Yamaha            | 1:16.536                  |
| 19                        | 25                        | Thierry Boutsen           | Ligier-Lamborghini        | 1:16.757                  |
| 20                        | 23                        | Pierluigi Martini         | Minardi-Ferrari           | 1:16.982                  |
| 21                        | 12                        | Johnny Herbert            | Lotus-Judd                | 1:17.015                  |
| 22                        | 3                         | Satoru Nakajima           | Tyrrell-Honda             | 1:17.035                  |
| 23                        | 26                        | Erik Comas                | Ligier-Lamborghini        | 1:17.226                  |
| 24                        | 9                         | Michele Alboreto          | Footwork-Ford             | 1:17.330                  |
| 25                        | 30                        | Aguri Suzuki              | Lola-Ford                 | 1:17.537                  |
| 26                        | 11                        | Mika Häkkinen             | Lotus-Judd                | 1:17.714                  |
| 27                        | 29                        | Eric Bernard              | Lola-Ford                 | 1:17.825                  |
| 28                        | 17                        | Gabriele Tarquini         | AGS-Ford                  | 1:18.022                  |
| 29                        | 34                        | Nicola Larini             | Lambo-Lamborghini         | 1:18.139                  |
| 30                        | 35                        | Eric van de Poele         | Lambo-Lamborghini         | 1:18.266                  |
| Fonte:                    |                           |                           |                           |                           |

| Não classificados | Não classificados | Não classificados | Não classificados | Não classificados |
| Pos.              | Nº                | Piloto            | Chassi/Motor      | Tempo             |
| ----------------- | ----------------- | ----------------- | ----------------- | ----------------- |
| 27                | 29                | Eric Bernard      | Lola-Ford         | 1:17.825          |
| 28                | 17                | Gabriele Tarquini | AGS-Ford          | 1:18.022          |
| 29                | 34                | Nicola Larini     | Lambo-Lamborghini | 1:18.139          |
| 30                | 35                | Eric van de Poele | Lambo-Lamborghini | 1:18.266          |

### Grid de largada e classificação da prova
| Grid de largada | Grid de largada | Grid de largada    | Grid de largada    | Grid de largada |
| Pos.            | Nº              | Piloto             | Chassi/Motor       | Tempo           |
| --------------- | --------------- | ------------------ | ------------------ | --------------- |
| 1               | 6               | Riccardo Patrese   | Williams-Renault   | 1:13.001        |
| 2               | 2               | Gerhard Berger     | McLaren-Honda      | 1:13.221        |
| 3               | 1               | Ayrton Senna       | McLaren-Honda      | 1:13.444        |
| 4               | 5               | Nigel Mansell      | Williams-Renault   | 1:13.667        |
| 5               | 27              | Alain Prost        | Ferrari            | 1:14.352        |
| 6               | 28              | Jean Alesi         | Ferrari            | 1:14.852        |
| 7               | 15              | Maurício Gugelmin  | Leyton House-Ilmor | 1:15.266        |
| 8               | 23              | Pierluigi Martini  | Minardi-Ferrari    | 1:15.394        |
| 9               | 16              | Ivan Capelli       | Leyton House-Ilmor | 1:15.481        |
| 10              | 19              | Michael Schumacher | Benetton-Ford      | 1:15.578        |
| 11              | 20              | Nelson Piquet      | Benetton-Ford      | 1:15.666        |
| 12              | 4               | Stefano Modena     | Tyrrell-Honda      | 1:15.707        |
| 13              | 24              | Gianni Morbidelli  | Minardi-Ferrari    | 1:15.749        |
| 14              | 33              | Andrea de Cesaris  | Jordan-Ford        | 1:15.936        |
| 15              | 8               | Mark Blundell      | Brabham-Yamaha     | 1:16.038        |
| 16              | 32              | Roberto Moreno     | Jordan-Ford        | 1:16.080        |
| 17              | 21              | Emanuele Pirro     | Dallara-Judd       | 1:16.135        |
| 18              | 22              | J. J. Lehto        | Dallara-Judd       | 1:16.532        |
| 19              | 7               | Martin Brundle     | Brabham-Yamaha     | 1:16.536        |
| 20              | 25              | Thierry Boutsen    | Ligier-Lamborghini | 1:16.757        |
| 21              | 3               | Satoru Nakajima    | Tyrrell-Honda      | 1:16.926        |
| 22              | 12              | Johnny Herbert     | Lotus-Judd         | 1:17.015        |
| 23              | 26              | Erik Comas         | Ligier-Lamborghini | 1:17.226        |
| 24              | 9               | Michele Alboreto   | Footwork-Ford      | 1:17.330        |
| 25              | 30              | Aguri Suzuki       | Lola-Ford          | 1:17.434        |
| 26              | 11              | Mika Häkkinen      | Lotus-Judd         | 1:17.714        |
| Fonte:          |                 |                    |                    |                 |

| Classificação da prova | Classificação da prova | Classificação da prova | Classificação da prova | Classificação da prova | Classificação da prova | Classificação da prova | Classificação da prova |
| Pos.                   | Nº                     | Piloto                 | Chassi/Motor           | Voltas                 | Tempo/Diferença        | Grid                   | Pontos                 |
| ---------------------- | ---------------------- | ---------------------- | ---------------------- | ---------------------- | ---------------------- | ---------------------- | ---------------------- |
| 1                      | 6                      | Riccardo Patrese       | Williams-Renault       | 71                     | 1:35'42.304            | 1                      | 10                     |
| 2                      | 1                      | Ayrton Senna           | McLaren-Honda          | 71                     | + 20.941               | 3                      | 6                      |
| 3                      | 28                     | Jean Alesi             | Ferrari                | 71                     | + 53.554               | 6                      | 4                      |
| 4                      | 23                     | Pierluigi Martini      | Minardi-Ferrari        | 71                     | + 1'03.498             | 71                     | 3                      |
| 5                      | 20                     | Nelson Piquet          | Benetton-Ford          | 71                     | + 1'10.033             | 11                     | 2                      |
| 6                      | 19                     | Michael Schumacher     | Benetton-Ford          | 71                     | + 1'16.582             | 10                     | 1                      |
| 7                      | 15                     | Maurício Gugelmin      | Leyton House-Ilmor     | 70                     | + 1 volta              | 7                      |                        |
| 8                      | 33                     | Andrea de Cesaris      | Jordan-Ford            | 70                     | + 1 volta              | 14                     |                        |
| 9                      | 24                     | Gianni Morbidelli      | Minardi-Ferrari        | 70                     | + 1 volta              | 13                     |                        |
| 10                     | 32                     | Roberto Moreno         | Jordan-Ford            | 70                     | + 1 volta              | 16                     |                        |
| 11                     | 26                     | Erik Comas             | Ligier-Lamborghini     | 70                     | + 1 volta              | 23                     |                        |
| 12                     | 7                      | Martin Brundle         | Brabham-Yamaha         | 69                     | + 2 voltas             | 19                     |                        |
| 13                     | 3                      | Satoru Nakajima        | Tyrrell-Honda          | 68                     | + 3 voltas             | 21                     |                        |
| 14                     | 11                     | Mika Häkkinen          | Lotus-Judd             | 68                     | + 3 voltas             | 26                     |                        |
| 15                     | 9                      | Michele Alboreto       | Footwork-Ford          | 68                     | + 3 voltas             | 24                     |                        |
| 16                     | 25                     | Thierry Boutsen        | Ligier-Lamborghini     | 68                     | + 3 voltas             | 20                     |                        |
| 17                     | 16                     | Ivan Capelli           | Leyton House-Ilmor     | 64                     | Rodou                  | 9                      |                        |
| Ret                    | 4                      | Stefano Modena         | Tyrrell-Honda          | 56                     | Motor                  | 12                     |                        |
| DSQ                    | 5                      | Nigel Mansell          | Williams-Renault       | 51                     | Desclassificado        | 4                      |                        |
| Ret                    | 30                     | Aguri Suzuki           | Lola-Ford              | 40                     | Transmissão            | 25                     |                        |
| Ret                    | 27                     | Alain Prost            | Ferrari                | 39                     | Motor                  | 5                      |                        |
| Ret                    | 2                      | Gerhard Berger         | McLaren-Honda          | 37                     | Motor                  | 2                      |                        |
| Ret                    | 21                     | Emanuele Pirro         | Dallara-Judd           | 18                     | Motor                  | 17                     |                        |
| Ret                    | 22                     | J. J. Lehto            | Dallara-Judd           | 14                     | Câmbio                 | 18                     |                        |
| Ret                    | 8                      | Mark Blundell          | Brabham-Yamaha         | 12                     | Suspensão              | 15                     |                        |
| Ret                    | 12                     | Johnny Herbert         | Lotus-Judd             | 1                      | Motor                  | 22                     |                        |
| DNQ                    | 29                     | Eric Bernard           | Lola-Ford              | Não qualificado        | Não qualificado        | Não qualificado        | Não qualificado        |
| DNQ                    | 17                     | Gabriele Tarquini      | AGS-Ford               | Não qualificado        | Não qualificado        | Não qualificado        | Não qualificado        |
| DNQ                    | 34                     | Nicola Larini          | Lambo-Lamborghini      | Não qualificado        | Não qualificado        | Não qualificado        | Não qualificado        |
| DNQ                    | 35                     | Eric van de Poele      | Lambo-Lamborghini      | Não qualificado        | Não qualificado        | Não qualificado        | Não qualificado        |
| DNPQ                   | 18                     | Fabrizio Barbazza      | AGS-Ford               | Não pré-qualificado    | Não pré-qualificado    | Não pré-qualificado    | Não pré-qualificado    |
| DNPQ                   | 14                     | Olivier Grouillard     | Fondmetal-Ford         | Não pré-qualificado    | Não pré-qualificado    | Não pré-qualificado    | Não pré-qualificado    |
| DNPQ                   | 10                     | Alex Caffi             | Footwork-Ford          | Não pré-qualificado    | Não pré-qualificado    | Não pré-qualificado    | Não pré-qualificado    |
| DNPQ                   | 31                     | Pedro Chaves           | Coloni-Ford            | Não pré-qualificado    | Não pré-qualificado    | Não pré-qualificado    | Não pré-qualificado    |
| Fonte:                 |                        |                        |                        |                        |                        |                        |                        |

## Tabela do campeonato após a corrida
| Pos.   | Piloto           | Pontos |
| ------ | ---------------- | ------ |
| 1      | Ayrton Senna     | 83     |
| 2      | Nigel Mansell    | 59     |
| 3      | Riccardo Patrese | 44     |
| 4      | Gerhard Berger   | 31     |
| 5      | Nelson Piquet    | 25     |
| Fonte: |                  |        |

| Pos.   | Construtor       | Pontos |
| ------ | ---------------- | ------ |
| 1      | McLaren-Honda    | 114    |
| 2      | Williams-Renault | 103    |
| 3      | Ferrari          | 43     |
| 4      | Benetton-Ford    | 36     |
| 5      | Jordan-Ford      | 13     |
| Fonte: |                  |        |

- Nota: Somente as primeiras cinco posições estão listadas.